# Neubau (Hartmannsdorf-Reichenau)
Neubau ist ein Ortsteil der Gemeinde Hartmannsdorf-Reichenau. Das Dorf ging aus dem früheren Vorwerk Heilsberg hervor und wurde im Jahr 1835 anteilig in die damals eigenständigen Gemeinden Hartmannsdorf und Reichenau sowie nach Frauenstein eingemeindet.
Die Streusiedlung Heilsberg, später Neubau genannt, wurde in der zweiten Hälfte des 16. Jahrhunderts auf den wüsten Fluren von Helbigsdorf und Haselborn angelegt. In beiden späteren Wüstungen zusammen gab es sechs Hufen. Neubau liegt heute auf den Fluren Frauensteins, Hartmannsdorfs und Reichenaus.
Im Jahr 1791 war Neubau zum Amt Frauenstein und ab 1875 zur Amtshauptmannschaft Dippoldiswalde gehörig. Nach der Dreiteilung des Ortes wurde der Frauensteiner Anteil Teil des Kreises Brand-Erbisdorf und lag folglich im Bezirk Karl-Marx-Stadt, die Anteile von Hartmannsdorf und Reichenau wurden Teil des Kreises Dippoldiswalde im Bezirk Dresden. Nach der Landkreisreform 1994 kam der Frauensteiner Anteil zum Landkreis Freiberg, der Rest zum Weißeritzkreis. Mit der erneuten Kreisreform Sachsen 2008 wurde der Frauensteiner Anteil zum Landkreis Mittelsachsen und die Hartmannsdorfer und Reichenauer Anteile zum Landkreis Sächsische Schweiz-Osterzgebirge gehörig.
1791 wohnten 14 Menschen in Neubau und der zugehörigen Steinbrückmühle, im Jahr 1834 waren es 225. Der Ort Steinbrückmühle versank Anfang 1932 bei der Flutung der Talsperre Lehnmühle. Das beim Abbruch dortiger Gebäude gewonnene Baumaterial wurde beim Bau des Talsperren-Cafés in Neubau wiederverwendet.